# Anungitea continua
Anungitea continua är en svampart som beskrevs av Matsush. 1975. Anungitea continua ingår i släktet Anungitea och familjen Venturiaceae.   Inga underarter finns listade i Catalogue of Life.